# Temporada 1991 de la CART IndyCar World Series
La Temporada 1991 de la CART IndyCar World Series fue la decimotercera temporada de la Championship Auto Racing Teams y del Campeonato de Monoplazas de Estados Unidos, que consistió en 17 carreras y una carrera no puntuable, comenzando en Surfers Paradise, Queensland, Australia, el 17 de marzo y concluyendo en Monterey, California, el 20 de octubre. El campeón de la PPG IndyCar World Series fue el piloto estadounidense e hijo del excampeón del mundo de Fórmula 1 de la Fórmula 1, Michael Andretti, y el ganador de las 75.ª edición de las 500 Millas de Indianápolis fue el estadounidense Rick Mears. El destacado Novato del Año fue el piloto norteamericano hermano de Michael Andretti, Jeff Andretti. Una vez más, se volvió a disputar una carrera fuera del campeonato, regresando a correrse en el Mazda Raceway Laguna Seca, el Desafío Marlboro, en Monterey, California.

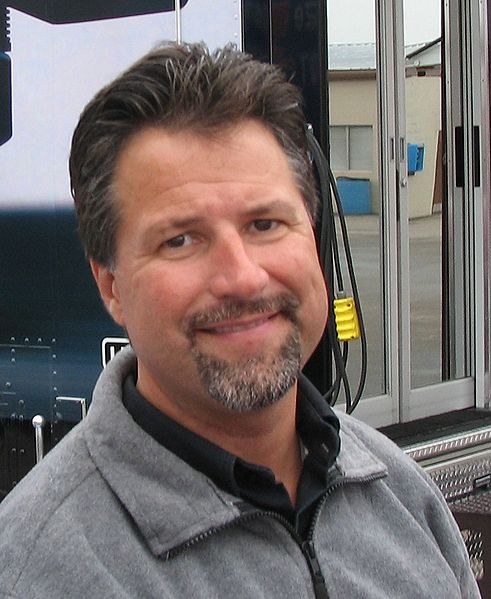
Michael Andretti conquistó el título de la temporada 1991 de la CART IndyCar World Series con Newman/Haas Racing.

## Equipos y pilotos
| Equip./Prop.             | Chasís     | Motor      | Neumáticos | Núm. | Piloto (s)            |
| ------------------------ | ---------- | ---------- | ---------- | ---- | --------------------- |
| Galles-Kraco Racing      | Lola       | Chevrolet  | G          | 1    | Al Unser Jr.          |
| Galles-Kraco Racing      | Lola       | Chevrolet  | G          | 18   | Bobby Rahal           |
| Newman/Haas Racing       | Lola       | Chevrolet  | G          | 2    | Michael Andretti      |
| Newman/Haas Racing       | Lola       | Chevrolet  | G          | 6    | Mario Andretti        |
| Marlboro Team Penske     | Penske     | Chevrolet  | G          | 3    | Rick Mears            |
| Marlboro Team Penske     | Penske     | Chevrolet  | G          | 5    | Emerson Fittipaldi    |
| Marlboro Team Penske     | Penske     | Chevrolet  | G          | 17   | Paul Tracy            |
| Chip Ganassi Racing      | Lola       | Chevrolet  | G          | 8    | Eddie Cheever         |
| Granatelli Racing Team   | Lola       | Chevrolet  | G          | 9    | Arie Luyendyk         |
| Truesports               | Truesports | Judd       | G          | 11   | Scott Pruett          |
| Patrick Racing           | Lola       | Alfa Romeo | G          | 20   | Danny Sullivan        |
| Patrick Racing           | Lola       | Alfa Romeo | G          | 40   | Roberto Guerrero      |
| Bettenhausen Motorsports | Penske     | Chevrolet  | G          | 16   | Tony Bettenhausen Jr. |
| Bettenhausen Motorsports | Penske     | Chevrolet  | G          | 90   | Cornelius Euser       |
| Walker Racing            | Lola       | Cosworth   | G          | 10   | Willy T. Ribbs        |
| Walker Racing            | Lola       | Judd       | G          | 15   | Scott Goodyear        |
| Euromotorsports          | Lola       | Cosworth   | G          | 42   | Franco Scapini        |
| Euromotorsports          | Lola       | Cosworth   | G          | 42   | Nicola Marozzo        |
| Euromotorsports          | Lola       | Cosworth   | G          | 50   | Mike Groff            |
| Euromotorsports          | Lola       | Cosworth   | G          | 50   | Roberto Guerrero      |
| Dale Coyne Racing        | Lola       | Cosworth   | G          | 19   | Randy Lewis           |
| Dale Coyne Racing        | Lola       | Cosworth   | G          | 19   | Dale Coyne            |
| Dale Coyne Racing        | Lola       | Cosworth   | G          | 19   | Ross Bentley          |
| Dale Coyne Racing        | Lola       | Cosworth   | G          | 39   | Dennis Vitolo         |
| Dale Coyne Racing        | Lola       | Cosworth   | G          | 39   | Jeff Wood             |
| Dale Coyne Racing        | Lola       | Cosworth   | G          | 39   | Michael Greenfield    |
| Dale Coyne Racing        | Lola       | Cosworth   | G          | 39   | Paul Tracy            |
| Dale Coyne Racing        | Lola       | Cosworth   | G          | 90   | Buddy Lazier          |
| P.I.G. Entreprises       | Lola       | Judd       | G          | 31   | Ted Prappas           |
| Hall-VDS Racing          | Lola       | Chevrolet  | G          | 4    | John Andretti         |
| Bayside Disposal Racing  | Lola       | Cosworth   | G          | 86   | Jeff Andretti         |
| Dick Simon Racing        | Lola       | Cosworth   | G          | 7    | Hiro Matsushita       |
| Dick Simon Racing        | Lola       | Chevrolet  | G          | 22   | Scott Brayton         |
| Leader Card Racing       | Lola       | Cosworth   | G          | 21   | Dean Hall             |
| Leader Card Racing       | Lola       | Cosworth   | G          | 21   | Didier Theys          |
| Leader Card Racing       | Lola       | Cosworth   | G          | 21   | Johnny Parsons        |
| U.S. Engineering         | Lola       | Cosworth   | G          | 44   | Phil Krueger          |
| Arciero Racing           | Penske     | Buick      | G          | 12   | Mark Dismore          |
| Arciero Racing           | Lola       | Buick      | G          | 12   | Pancho Carter         |
| Arciero Racing           | Lola       | Buick      | G          | 12   | John Jones            |
| Giochi/Preziosi          | Lola       | Cosworth   | G          | 33   | Guido Daccò           |
| A.J. Foyt Enterprises    | Lola       | Chevrolet  | G          | 14   | A.J. Foyt             |
| A.J. Foyt Enterprises    | Lola       | Chevrolet  | G          | 14   | Bernard Jourdain      |
| A.J. Foyt Enterprises    | Lola       | Chevrolet  | G          | 14   | Al Unser              |
| Hemelgarn Racing         | Lola       | Buick      | G          | 71   | Buddy Lazier          |
| Hemelgarn Racing         | Lola       | Buick      | G          | 91   | Stan Fox              |
| Hemelgarn Racing         | Lola       | Cosworth   | G          | 92   | Gordon Johncock       |
| Thom Burns Racing        | Lola       | Judd       | G          | 66   | Dominic Dobson        |
| Bernstein Racing         | TrueSports | Judd       | G          | 21   | Geoff Brabham         |
| Bernstein Racing         | Lola       | Judd       | G          | 26   | im Crawford           |
| Menard Racing            | Lola       | Buick      | G          | 9    | Kevin Cogan           |
| Menard Racing            | Lola       | Buick      | G          | 51   | Gary Bettenhausen     |
| Paragon Racing           | Lola       | Cosworth   | G          | 23   | Tero Palmroth         |
| Mann Racing              | Lola       | Buick      | G          | 93   | John Paul Jr.         |

## Resultados de la Temporada

### Calendario y Resultados
| Rond. | Fecha            | Circuito                                                       | Comp.                                              | Localización                            | Pole position      | Ganador            | Equipo Ganador         |
| ----- | ---------------- | -------------------------------------------------------------- | -------------------------------------------------- | --------------------------------------- | ------------------ | ------------------ | ---------------------- |
| 1     | 17 de marzo      | Gold Coast IndyCar Gran Premio de Surfers Paradise - Australia | Circuito Callejero de Surfers Paradise             | Surfers Paradise, Queensland, Australia | Michael Andretti   | John Andretti      | Hall-VDS Racing        |
| 2     | 14 de abril      | Toyota Gran Premio de Long Beach                               | Circuito callejero de Long Beach                   | Long Beach, California                  | Michael Andretti   | Al Unser Jr.       | Galles-Kraco Racing    |
| 3     | 21 de abril      | Valvoline 200 de Phoenix                                       | Phoenix International Raceway                      | Phoenix, Arizona                        | Rick Mears         | Arie Luyendyk      | Granatelli Racing Team |
| 4     | 26 de mayo       | 75.ª edición de las 500 Millas de Indianápolis                 | Indianapolis Motor Speedway                        | Speedway, Indiana                       | Rick Mears         | Rick Mears         | Marlboro Team Penske   |
| 5     | 2 de junio       | Miller Genuine Draft 200 de Milawaukee                         | Milwaukee Mile                                     | West Allis, Wisconsin                   | Rick Mears         | Michael Andretti   | Newman/Haas Racing     |
| 6     | 16 de junio      | Valvoline Gran Premio de Detroit                               | Circuito Callejero de Detroit - Circuito Fórmula 1 | Detroit, Michigan                       | Michael Andretti   | Emerson Fittipaldi | Marlboro Team Penske   |
| 7     | 23 de junio      | Budweiser/G. I. Joe's 200 de Portland                          | Portland International Raceway                     | Portland, Oregón                        | Emerson Fittipaldi | Michael Andretti   | Newman/Haas Racing     |
| 8     | 7 de julio       | Budweiser Gran Premio de Cleveland                             | Circuito Burke Lakefront Airport                   | Cleveland, Ohio                         | Emerson Fittipaldi | Michael Andretti   | Newman/Haas Racing     |
| 9     | 14 de julio      | Marlboro Gran Premio de Meadowlands                            | Circuito Callejero de Meadowlands Sports Complex   | East Rutherford, Nueva Jersey           | Rick Mears         | Bobby Rahal        | Galles-Kraco Racing    |
| 10    | 21 de julio      | Molson Indy Toronto                                            | Circuito Callejero Exhibition Place de Toronto     | Toronto, Ontario                        | Michael Andretti   | Michael Andretti   | Newman/Haas Racing     |
| 11    | 4 de agosto      | Michigan Marlboro 500                                          | Michigan International Speedway                    | Brooklyn, Michigan                      | Rick Mears         | Rick Mears         | Marlboro Team Penske   |
| 12    | 25 de agosto     | Texaco/Havoline Gran Premio de Denver                          | Circuito Callejero Denver                          | Denver, Colorado                        | Michael Andretti   | Al Unser Jr.       | Galles-Kraco Racing    |
| 13    | 1 de septiembre  | Molson Indy Vancouver                                          | Circuito Callejero de la Ciudad de Vancouver       | Vancouver, Columbia Británica           | Michael Andretti   | Michael Andretti   | Newman/Haas Racing     |
| 14    | 15 de septiembre | Pioneer Electronics 200 de Mid-Ohio                            | Mid-Ohio Sports Car Course                         | Lexington, Ohio                         | Michael Andretti   | Michael Andretti   | Newman/Haas Racing     |
| 15    | 22 de septiembre | Race for Life 200 de Road America                              | Road America                                       | Elkhart Lake, Wisconsin                 | Bobby Rahal        | Michael Andretti   | Newman/Haas Racing     |
| 16    | 6 de octubre     | Bosch Spark Plug Gran Premio de Nazareth                       | Nazareth Speedway                                  | Nazareth, Pennsylvania                  | Bobby Rahal        | Arie Luyendyk      | Granatelli Racing Team |
| NP    | 19 de octubre    | Marlboro Challenge                                             | Mazda Raceway Laguna Seca                          | Monterey, California                    | Michael Andretti   | Michael Andretti   | Newman/Haas Racing     |
| 17    | 20 de octubre    | Toyota Gran Premio de Laguna Seca                              | Mazda Raceway Laguna Seca                          | Monterey, California                    | Michael Andretti   | Michael Andretti   | Newman/Haas Racing     |

     Óvalo
     Circuito
     Competencia No Puntuable para el Campeonato

### Estadísticas Finales
| Pos. | Piloto                | SUR | LBH | PHX | INDY 500 | MIL | DET | POR | CLE | MEA | TOR | MIC | DEN | VAN | MDO | ROA | NAZ | LAG | Puntos |
| ---- | --------------------- | --- | --- | --- | -------- | --- | --- | --- | --- | --- | --- | --- | --- | --- | --- | --- | --- | --- | ------ |
| 1    | Michael Andretti      | 14  | 16  | 4   | 2*       | 1*  | 19  | 1*  | 1   | 16  | 1*  | 14* | 3   | 1*  | 1*  | 1*  | 3*  | 1*  | 234    |
| 2    | Bobby Rahal           | 2   | 2   | 2   | 19       | 4   | 2   | 3   | 3   | 1*  | 3   | 11  | 20  | 2   | 3   | 4   | 2   | 24  | 200    |
| 3    | Al Unser Jr.          | 16* | 1*  | 6   | 4        | 19  | 4   | 4   | 4   | 2   | 23  | 3   | 1*  | 3   | 5   | 2   | 4   | 2   | 197    |
| 4    | Rick Mears            | 3   | 4   | 5   | 1        | 15  | 5   | 6   | 17  | 3   | 20  | 1   | 8   | 6   | 6   | 15  | 15  | 5   | 145    |
| 5    | Emerson Fittipaldi    | 19  | 17  | 3   | 11       | 8   | 1*  | 2   | 2*  | 7   | 21  | 20  | 2   | 17  | 2   | 6   | 8   | 4   | 140    |
| 6    | Arie Luyendyk         | 9   | 5   | 1*  | 3        | 17  | 3   | 7   | 5   | 18  | 19  | 2   | 22  | 19  | 9   | 5   | 1   | 8   | 134    |
| 7    | Mario Andretti        | 17  | 19  | 9   | 7        | 3   | 7   | 5   | 6   | 15  | 2   | 4   | 15  | 4   | 7   | 3   | 5   | 3   | 132    |
| 8    | John Andretti         | 1   | 18  | 11  | 5        | 2   | 6   | 19  | 15  | 4   | 5   | 6   | 7   | 7   | 10  | 19  | 9   | 19  | 105    |
| 9    | Eddie Cheever         | 15  | 3   | 8   | 31       | 7   | 12  | 9   | 8   | 5   | 17  | 7   | 4   | 12  | 8   | 7   | 6   | 6   | 91     |
| 10   | Scott Pruett          | 5   | 24  | 12  | 12       | 13  | 17  | 8   | 23  | 17  | 4   | 13  | 5   | 5   | 4   | 17  | 18  | 7   | 67     |
| 11   | Danny Sullivan        | 4   | 11  | 7   | 10       | 5   | 10  | 21  | 9   | 6   | 14  | 18  | 18  | 9   | 17  | 16  | 20  | 9   | 56     |
| 12   | Scott Brayton         | 6   | 8   | 13  | 17       | 6   | 9   | 15  | 7   | 9   | 6   | 9   | 16  | 10  | 13  | 11  | 19  | 27  | 52     |
| 13   | Scott Goodyear        | 23  | 7   | 21  | 27       | 9   | 8   | 10  | 19  | 8   | 7   | 15  | 24  | 8   | 11  | 9   | 21  | 11  | 42     |
| 14   | Tony Bettenhausen Jr. | 10  | 12  | 18  | 9        | 12  | 13  | 13  | 13  | 21  | 11  | 5   | 10  | 18  | 18  | 13  | 10  | 16  | 27     |
| 15   | Jeff Andretti         | 7   | 9   | 10  | 15       | 11  | 16  | 12  | 16  | 23  | 9   | 12  | 12  | 11  | 22  | 18  | 11  | 13  | 26     |
| 16   | Mike Groff            | 8   | 23  | 16  | 24       | 18  | 22  | 11  | 10  | 11  | 8   |     | DNS |     | 20  | 8   |     | 15  | 22     |
| 17   | Willy T. Ribbs        |     |     |     | 32       |     | 11  |     | 22  | 10  |     |     | 6   | 21  |     | 10  | 17  | 12  | 17     |
| 18   | John Jones            |     |     |     |          |     |     |     | 21  | 19  | 10  | 8   | 11  | 15  | 21  | 21  | 13  | 21  | 10     |
| 19   | Ted Prappas           | 22  | 6   |     | DNQ      |     | 25  | 17  | 18  | 22  | 16  |     | 21  | 14  | 12  | 23  |     | 23  | 9      |
| 20   | Gordon Johncock       |     |     |     | 6        |     |     |     |     |     |     |     |     |     |     |     |     |     | 8      |
| 21   | Paul Tracy            |     | 22  |     | Acc      |     |     |     |     |     |     | 21  |     |     |     |     | 7   | 25  | 6      |
| 22   | Buddy Lazier          | 25  | 25  |     | 33       | DNQ | 18  |     | 11  |     | 22  |     | 9   |     | 24  | 24  |     | 22  | 6      |
| 23   | Hiro Matsushita       | 21  | 13  | 14  | 16       | 10  | 14  | 14  | 14  | 12  | 15  | 19  | 14  | 16  | 14  | 12  | 12  | 20  | 6      |
| 24   | Stan Fox              |     |     |     | 8        |     |     |     |     |     |     |     |     |     |     |     |     |     | 5      |
| 25   | Didier Theys          |     | 10  |     | DNQ      |     | DNQ | 22  | 12  | 20  | 13  |     | 23  |     | 23  | 25  |     | 14  | 4      |
| 26   | Pancho Carter         |     |     |     | 21       | 14  |     |     |     |     |     | 10  |     |     |     |     |     |     | 3      |
| 27   | Cornelius Euser       |     |     |     |          |     |     |     |     |     |     |     |     |     |     |     |     | 10  | 3      |
| 28   | Franco Scapini        | 11  |     |     |          |     |     |     |     |     |     |     |     |     |     |     |     |     | 2      |
| 29   | Randy Lewis           | 13  | 15  | 19  | 14       |     |     |     |     | 14  | 12  | 16  | 17  |     | 15  | 22  |     | 26  | 1      |
| 30   | Dean Hall             | 12  |     |     | DNQ      |     |     |     |     |     |     |     |     |     |     |     |     |     | 1      |
| 31   | Jeff Wood             |     |     | 22  | DNQ      |     | 24  | 20  |     |     |     |     | 13  | 20  | 19  | 14  | DNS | 17  | 0      |
| 32   | A.J. Foyt             |     |     |     | 28       | 16  | 23  | 16  | 20  | 13  |     | 17  |     |     |     |     | 16  |     | 0      |
| 33   | Ross Bentley          |     |     |     |          |     |     |     |     |     |     |     |     | 13  |     |     |     |     | 0      |
| 34   | Dominic Dobson        |     |     |     | 13       |     |     |     |     |     |     |     |     |     |     |     |     |     | 0      |
| 35   | Guido Daccò           |     | 14  | 20  | DNQ      |     | 21  | 18  |     |     |     |     |     |     |     |     |     |     | 0      |
| 36   | Dennis Vitolo         | 24  | 26  |     |          |     | 20  |     |     |     |     |     |     |     |     |     | 14  |     | 0      |
| 37   | Roberto Guerrero      |     |     |     | 30       |     | 15  |     |     |     | 18  |     | 19  |     |     |     |     | 18  | 0      |
| 38   | Mark Dismore          | 20  | 21  | 15  | DNQ      |     |     |     |     |     |     |     |     |     |     |     |     |     | 0      |
| 39   | Michael Greenfield    |     |     |     | DNQ      |     |     |     |     |     |     |     |     |     | 16  | 20  |     |     | 0      |
| 40   | Al Unser              |     |     | 17  |          |     |     |     |     |     |     |     |     |     |     |     |     |     | 0      |
| 41   | Bernard Jourdain      |     | 20  |     | 18       |     |     |     |     |     |     |     |     |     |     |     |     |     | 0      |
| 42   | Phil Krueger          | 18  |     |     | DNQ      |     |     |     |     |     |     |     |     |     |     |     |     |     | 0      |
| 43   | Johnny Parsons        |     |     |     | DNQ      | 20  |     |     |     |     |     |     |     |     |     |     |     |     | 0      |
| 44   | Geoff Brabham         |     |     |     | 20       |     |     |     |     |     |     |     |     |     |     |     |     |     | 0      |
| 45   | Dale Coyne            |     |     |     |          | 21  | DNQ | 23  |     |     |     |     |     |     |     |     |     |     | 0      |
| 46   | Gary Bettenhausen     |     |     |     | 22       |     |     |     |     |     |     |     |     |     |     |     |     |     | 0      |
| 47   | Nicola Marozzo        |     |     |     |          |     |     |     |     |     |     |     |     | 22  | DNS | DNQ |     |     | 0      |
| 48   | Tero Palmroth         |     |     |     | 23       |     |     |     |     |     |     |     |     |     |     |     |     |     | 0      |
| 49   | John Paul Jr.         |     |     |     | 25       |     |     |     |     |     |     |     |     |     |     |     |     |     | 0      |
| 50   | im Crawford           |     |     |     | 26       |     |     |     |     |     |     |     |     |     |     |     |     |     | 0      |
| 51   | Kevin Cogan           |     |     |     | 29       |     |     |     |     |     |     |     |     |     |     |     |     |     | 0      |
|      | Jon Beekhuis          |     |     |     |          |     |     |     |     |     |     | DNQ |     |     |     |     |     |     | 0      |
|      | Tony de Tommaso       |     |     |     |          |     |     |     |     |     |     |     | DNQ |     |     |     |     |     | 0      |
|      | Davey Hamilton        |     |     |     | DNQ      |     |     |     |     |     |     |     |     |     |     |     |     |     | 0      |
|      | Vinicio Salmi         |     |     |     | DNQ      |     |     |     |     |     |     |     |     |     |     |     |     |     | 0      |
|      | Tom Sneva             |     |     |     | DNQ      |     |     |     |     |     |     |     |     |     |     |     |     |     | 0      |
|      | Salt Walther          |     |     |     | DNQ      |     |     |     |     |     |     |     |     |     |     |     |     |     | 0      |
| Pos. | Piloto                | SUR | LBH | PHX | INDY 500 | MIL | DET | POR | CLE | MEA | TOR | MIC | DEN | VAN | MDO | ROA | NAZ | LAG | Puntos |

| Color       | Resultados                    |
| ----------- | ----------------------------- |
| Oro         | Ganador                       |
| Plata       | 2° Lugar                      |
| Bronce      | 3° Lugar                      |
| Verde       | 4° y 5° Lugar                 |
| Azul claro  | 6° – 10° Lugar                |
| Azul oscuro | Finalizó (Fuera del Top 10)   |
| Púrpura     | No acabaron la carrera        |
| Rojo        | No lograron calificarse (DNQ) |
| Marrón      | No Arrancó (DNS)              |
| Negro       | Descalificado (DSQ)           |
| Blanco      | No Arrancó (DNS)              |
| Blanco      | Abandono por carrera (C)      |
| Sin color   | No participó                  |

| In-line notation                                                            | |
| Negrita                                                                     | Pole position (1 punto; excepto en Indy y Iowa)                                                            |
| 1 Como la clasificación fue cancelada, no se otorgan el punto al polesitter | |
| Cursiva                                                                     | Vuélta más rápida                                                                                          |
| *                                                                           | Mayor Número de vueltas lideradas (2 puntos)                                                               |
| DNS                                                                         | Piloto que no calificó No logró arrancar (DNS), gana la 1/2 de los Puntos por haber calificado/participado |
| Novato del Año                                                              | |
| Novato                                                                      | |

### Sistema de Puntuación
Los puntos para la temporada se otorgaron sobre la base de los lugares obtenidos por cada conductor (independientemente de que si el coche está en marcha hasta el final de la carrera):
| Posición | 1  | 2  | 3  | 4  | 5  | 6 | 7 | 8 | 9 | 10 | 11 | 12 |
| Puntos   | 20 | 16 | 14 | 12 | 10 | 8 | 6 | 5 | 4 | 3  | 2  | 1  |

#### Puntos de bonificación
- 1 Punto Para la Pole Position
- 1 Punto por liderar la mayoría de vueltas de la carrera